# Dilston Castle

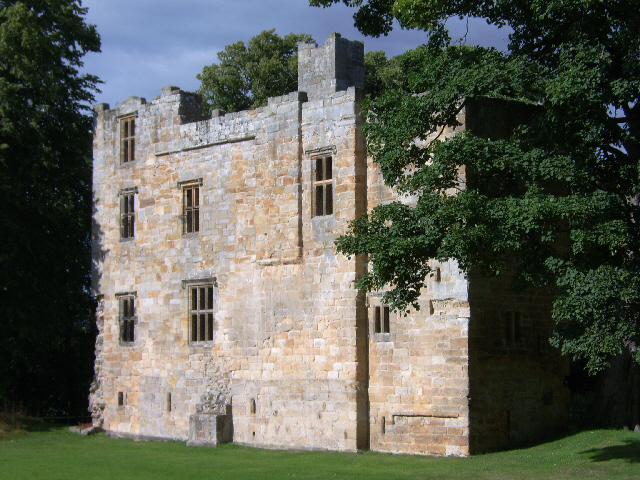
Dilston Castle 2005

Dilston Castle ist eine Burgruine beim Dorf Dilston in Corbridge in der englischen Grafschaft Northumberland. English Heritage hat sie als historisches Gebäude I. Grades gelistet, sie gilt als Scheduled Monument.
Im 15. Jahrhundert ließ Sir William Claxton an Stelle eines früheren Peel Towers einen dreistöckigen Wohnturm errichten.

## Die Familie Radclyffe
1621 fiel der Wohnturm durch Heirat von Edward Radclyffe mit der Dilston-Erbin an die Familie Radclyffe. Die katholischen Radclyffes hatten bereits 1616 eine Privatkapelle anschließend an den Turm errichten lassen, die heute ebenfalls als historisches Gebäude und Scheduled Monument gelistet ist.
1622 ließ Sir Francis Radclyffe den Wohnturm in ein neues Herrenhaus integrieren, das Dilston Hall genannt wurde.
Ein späterer Francis Radclyffe unterstützte im englischen Bürgerkrieg das royalistische Lager, und all seine Ländereien, auch Dilston Hall, fielen an den Staat. Während der Stuart-Restauration wurden sie der Familie zurückgegeben. James Radclyffe, 3. Earl of Derwentwater, wollte 1709 das alte Haus durch ein neues Herrenhaus ersetzen, das allerdings nie fertiggestellt wurde. James Radclyffe war am ersten Jakobitenaufstand 1715 beteiligt, wurde wegen Hochverrates verurteilt und 1716 hingerichtet. Der Geist seiner Gattin soll heute noch in der Burgruine spuken.
Sein Bruder Charles, der ebenfalls an der Rebellion beteiligt war, konnte nach Frankreich fliehen, wurde aber, wie sein Bruder, wegen Hochverrats angeklagt und verurteilt. Er kam zur Unterstützung des zweiten Jakobitenaufstandes 1745 nach England zurück, wurde gefangen genommen und 1746 gemäß dem 30 Jahre zuvor gegen ihn gefällten Todesurteil hingerichtet.

## Die Ländereien der Earls of Derwentwater nach 1716
Die Verurteilung des 3. Earls wegen Hochverrates hätte normalerweise dazu geführt, dass seine Ländereien (einschließlich Dilston Hall) an die Krone gefallen wären. Er hatte aber 1712 einen Ehevertrag geschlossen, der ihm die Verfügung über diese Ländereien nur auf Lebenszeit gewährte. So fielen die Besitzungen der Familie an seinen zweiJährigen Sohn John, der allerdings mit 18 Jahren verstarb. Nach dessen Tod 1731 wären diese Besitzungen eigentlich an seinen Onkel Charles gefallen, der damals immer noch im Exil lebte, aber dieser war 1716 ebenfalls wegen Hochverrats verurteilt worden. Nach ihm wären die Ländereien an seinen Sohn James Bartholomew Radclyffe, 4. Earl of Newburgh, gefallen. Aber 1731 war ein Gesetz (Nr. 4 Geo. I c.21) im Parlament verabschiedet worden, das ein von Königin Anne erlassenes Gesetz (Nr. 7 Anne, c.5) über die Einbürgerung „erläuterte“ (verbesserte), sodass im Ausland geborene Kinder von wegen Hochverrates verurteilten Personen von der britischen Staatsbürgerschaft ausgeschlossen waren. Dies sorgte dafür, dass James und alle seine Nachfahren vom Erbe ausgeschlossen waren, da Ausländer in England kein Land besitzen durften.
Die Forfeit Estates Commission (Kommission für wegen Hochverrats eingezogene Ländereien) hatte im Juli 1723 die Rechte an den Ländereien der Earls of Derwentwater zum Kauf angeboten, da John Radclyffe ohne männliche Nachkommen verstorben war. William Smith vom Billiter Square in London kaufte sie zum Preis von £ 1060. Der Verkauf war aber nicht rechtsgültig, weil der ursprüngliche Kaufvertrag in Gegenwart von nur zwei (anstatt der mindestens benötigten vier) Kommissaren storniert, durch einen neuen ersetzt und der Verkauf auch nicht – wie vorgeschrieben – erneut ausgeschrieben wurde. Dementsprechend wurde der Verkauf per Gesetz 1731 für nichtig erklärt. Der Kauf war laut dem Registrar der Kommission im Namen und auf Rechnung einer Gruppe getätigt worden, der John Bond, Sir Joseph Eyles, Sir Thomas Hales und Matthew White angehörten. Dies war ein spekulativer Kauf, da er auf der Nichtausübung eines Vorrechtes [der ursprünglichen Eignerfamilie] beruhte, aber so, wie die Dinge liefen, hätte er Smith und seinen Kompagnons eine Immobilie verschafft, die zum Verkaufszeitpunkt £ 5000 wert gewesen wäre und £ 6000 zum Zeitpunkt, zu dem der Verkauf in Frage gestellt worden war. Die Kommissare, die für den ungültigen Verkauf verantwortlich waren, Denis Bond und John Birch, wurden wegen ihrer Rolle in dieser Affäre aus dem Parlament ausgeschlossen, Sir Eyles und Sir Hales, die den ursprünglichen Kaufvertrag abgeschlossen hatten und deren Namen auf dem endgültigen Kaufvertrag standen, wurden nicht bestraft.
Das Gesetz von 1731 beinhaltete die Beauftragung des Court of Exchequer mit dem Verkauf der Ländereien, sie wurden aber nicht verkauft. Stattdessen wurde im Greenwich Hospital Act 1735 beschlossen, dass das Einkommen der Krone aus diesen Ländereien (nach Abzug verschiedener Annuitäten und dem Zins auf das Hypothekendarlehen) zur Fertigstellung der Gebäude des Greenwich Hospital in London verwendet werden sollten. 1738 wurde ein weiteres Gesetz verabschiedet, in dem festgelegt wurde, wie mit den Schwierigkeiten umgegangen werden sollte, die sich aus der Durchführung des ersten Gesetzes ergaben. Nach der Hinrichtung von Charles Radclyffe 1746 wandte sich sein ältester Sohn mit der Petition an den König, ihm die Ländereien zuzusprechen. Aber die Kommissare des Greenwich Hospital lehnten seine Bitten ab, weil er seine Rechte nicht bei der Forfeit Estates Commission beansprucht hatte und zudem Ausländer war. Er konnte die Kosten einer Klage dagegen nicht aufbringen und bat den König, die Klagekosten für ihn zu übernehmen, und seine Mutter Charlotte Maria Radclyffe, 3. Countess of Newburgh, bat den König, die Klagekosten für seinen Bruder und seine drei Schwestern zu übernehmen. Dementsprechend erreichte man einen Kompromiss, der vorsah, das Lord Kinniard (der älteste Sohn von Charles Radclyffe) £ 24.000 von den Kommissaren des Hospitals erhielt und weitere £ 6000 unter seinen Nachkommen aufgeteilt würden. Andernfalls wären sie alle nach dem Tod ihrer Mutter mittellos geworden.
Nach dem Tod der Gräfin 1755 wurde Lord Kinnaird der 4. Earl of Newburgh und lebte bis 1786. Der 5. Earl of Newburgh beantragte dann beim Parlament die Rückübertragung der Ländereien, erhielt aber nur eine Annuität von £ 2500, die an ihn bis zu seinem Tod 1814 und dann an seine Witwe bis zu deren Tod 1861 ausbezahlt wurde. Das jährliche Einkommen des Hospitals aus den Ländereien war bis zu den 1780er-Jahren auf £ 15.000 angewachsen. Die Ländereien verblieben in den Händen der Kommission des Greenwich Hospital, bis sie durch den Greenwich Hospital Act 1865 dem Admiralty Board zugesprochen wurden. Das Admiralty Board verkaufte sie dann an Wentworth Blackett Beaumont, 1. Baron Allendale. Dilston Hall – unvollendet, wie sie bei der Hinrichtung des 3. Earls war – diente als Wohnung für den Steward des Greenwich Hospital, die Kommission ordnete 1765 ihren Abriss an, sodass nur der Wohnturm und die Kapelle stehenblieben.

## Restaurierung der Burg
Die Restaurierung der Gebäude begann 2001. Sie wurden 2003 der Öffentlichkeit zugänglich gemacht.
2004 wurden £ 220.000 für den Beginn der Restaurierungsarbeiten an der Brücke aus dem 17. Jahrhundert in der Nähe der Burg (Lord's Bridge) und für die Sicherung der jakobinischen Gebäude mit gepflasterten Böden auf dem Burggrundstück zur Verfügung gestellt.
Kürzlich haben Ausgrabungen die Überreste der abgerissenen Dilston Hall und deren Flügel für das Dienstpersonal aus dem 17. Jahrhundert zutage gefördert. Außerdem fand man Beweise für mittelalterliche Bauten an dieser Stelle. Die Restaurierung der Burg, die vom Heritage Lottery Fund finanziert wurden, umfasste z. B. die Herstellung eines neuen Daches, die Reparatur der Mörtelbänder, den Bau einer neuen Holzdecke und den eines Treppenhauses als Zugang zu den oberen Stockwerken.
Auf dem Burggelände befindet sich auch das Dilston College, ein Internat für junge Erwachsene mit Lernschwierigkeiten. Das College war ursprünglich ein Kreißsaal, bis Lord Rix, der selbst eine lernbehinderte Tochter hat, ihn in ein College umwandelte.